# Équipe de Pologne de hockey sur glace
Cet article traite de l'équipe masculine. Pour l'équipe féminine, voir Équipe de Pologne féminine de hockey sur glace.
L'équipe de Pologne de hockey sur glace est la sélection nationale de la Pologne regroupant les meilleurs joueurs polonais de hockey sur glace lors des compétitions internationales. L'équipe est sous la tutelle de la Fédération polonaise de hockey sur glace. L'équipe est classée 22e au classement IIHF 2022. 

## Effectif
| No    | Nom                     | Position       | Club                     |
| ----- | ----------------------- | -------------- | ------------------------ |
| +003, | Bartosz Ciura           | Défenseur      | GKS Tychy                |
| +004, | Patryk Wajda            | Défenseur      | GKS Jastrzębie           |
| +005, | Filip Komorski          | Attaquant      | GKS Tychy                |
| +006, | Arkadiusz Kostek        | Défenseur      | GKS Jastrzębie           |
| +010, | Bartosz Fraszko         | Attaquant      | GKS Katowice             |
| +012, | Maciej Kurczek          | Défenseur      | GKS Katowice             |
| +014, | Dominik Paś             | Attaquant      | GKS Jastrzębie           |
| +015, | Patryk Wronka           | Attaquant      | Podhale Nowy Targ        |
| +016, | Paweł Zygmut            | Attaquant      | HC Litvínov              |
| +017, | Kamil Górny             | Défenseur      | GKS Jastrzębie           |
| +018, | Grzegorz Pasiut - A     | Attaquant      | GKS Katowice             |
| +020, | Marcin Kolusz - A       | Défenseur      | GKS Jastrzębie           |
| +021, | Kamil Wałęga            | Attaquant      | HC Oceláři Třinec        |
| +028, | Mateusz Michalski       | Attaquant      | GKS Katowice             |
| +031, | John Murray             | Gardien de but | GKS Katowice             |
| +033, | Tomáš Fučík             | Gardien de but | GKS Tychy                |
| +034, | Krzysztof Maciaś        | Attaquant      | Raiders de Prince Albert |
| +051, | Jakub Wanacki           | Défenseur      | GKS Katowice             |
| +061, | Krystian Dziubiński - C | Attaquant      | TH Unia Oświęcim         |
| +069, | Mateusz Bryk            | Défenseur      | GKS Tychy                |
| +071, | Paweł Dronia            | Défenseur      | EV Ravensbourg           |
| +072, | David Zabolotny         | Gardien de but | EHC Freiburg             |
| +080, | Kacper Maciaś           | Défenseur      | GKS Katowice             |
| +086, | Krzysztof Maciaś        | Attaquant      | Raiders de Prince Albert |
| +088, | Alan Łyszczarczyk       | Attaquant      | GKS Tychy                |
| +092, | Maciej Urbanowicz       | Attaquant      | GKS Jastrzębie           |
| +096, | Patryk Krężołek         | Attaquant      | KH Zagłębie Sosnowiec    |

## Sélectionneurs
- Wilhelm Rybak (1926)
- Tadeusz Adamowski (1927–1930)
- Harold Farlow et Władysław Wiro-Kiro (1931)
- Tadeusz Sachs (1932–1935)
- Aleksander Tupalski et Lucjan Kulej (1936)
- Tadeusz Sachs (1937)
- Przemysław Warmiński (1938)
- Zenon Paruszewski (1939)
- Edward Pawłowski (1946)
- Wacław Kuchar (1947)
- Zbigniew Kasprzak (1948)
- Władysław Babiński (1949)
- Karol Hirschberg (1950)
- Władysław Michalik (1950)
- Mieczysław Kasprzycki (1951–1953)
- Witalis Ludwiczak et Kazimierz Osmański (1955)
- Mieczysław Palus et Władysław Wiro-Kiro (1955–1956)
- Antonín Haukvic (1956–1957)
- Andrzej Wołkowski et Władysław Wiro-Kiro (1957–1958)
- Alfred Gansiniec (1959)
- Stefan Csorich (1960–1961)
- Gary Hughes (1962–1964)
- Marian Jeżak (1964–1965)
- Zdzisław Masełko (1966–1969)
- Anatoli Iegorov (1969–1975)
- Józef Kurek (1975–1977)
- Slavomir Barton (1977–1979)
- Czesław Borowicz (1979–1982)
- Emil Nikodemowicz (1982–1984) et (1989–1990)
- Leszek Lejczyk (1984–1989) et (1990–1992)

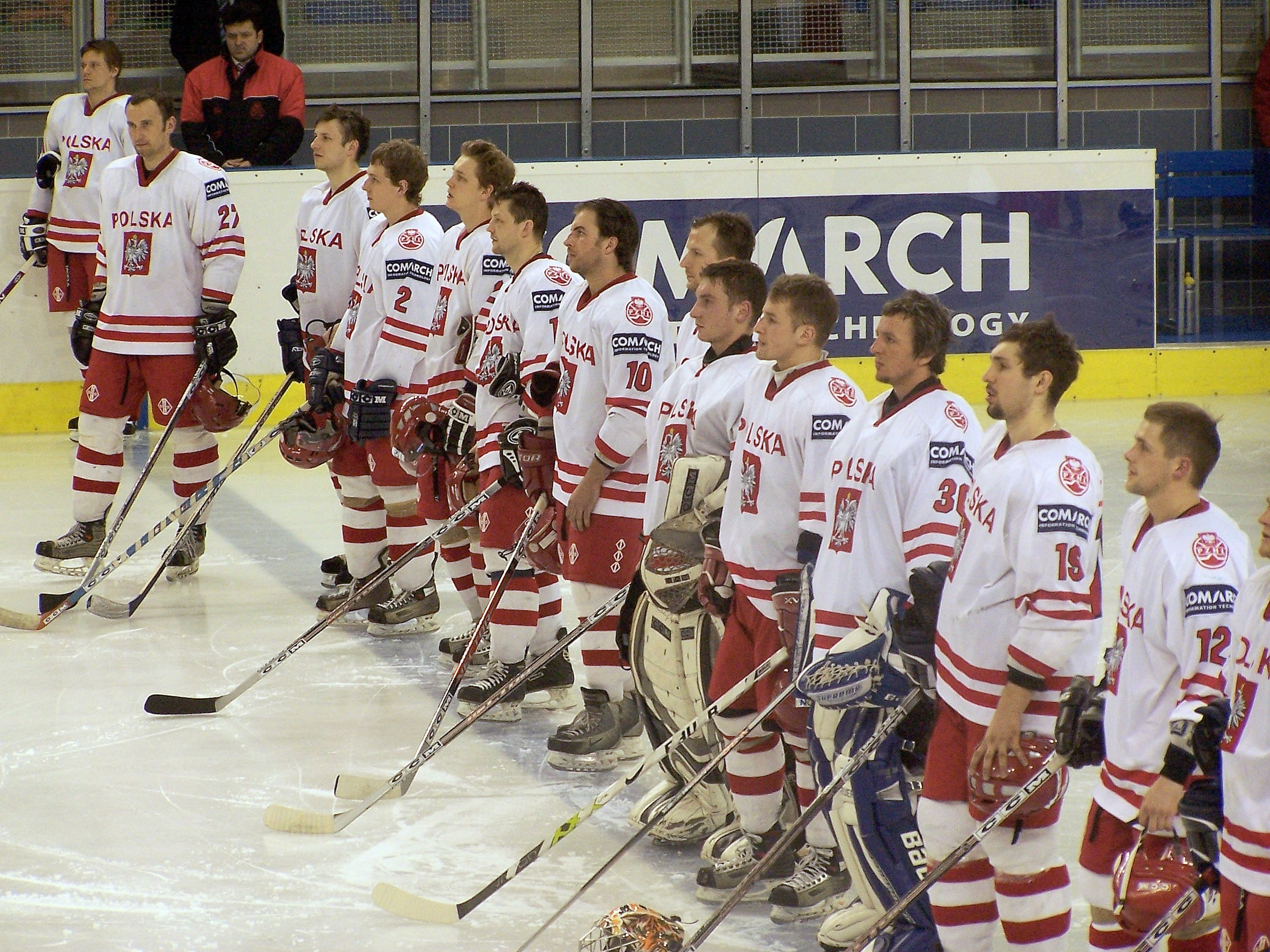
L'équipe nationale en 2006 en uniforme blanc.

- Ewald Grabowski (1992–1994)
- Vladimir Safonov (1994–1996)
- Andrzej Tkacz (1996–1997)
- Luděk Bukač (1997–1999)
- Wiktor Pysz (1999–2004)
- Andreï Sidorenko (2004–2005)
- Rudolf Roháček (2005–2008)
- Peter Ekroth (2008–2009)
- Wiktor Pysz (2009-2012)
- Igor Zakharkine (2012-2014)
- Jacek Płachta (2014-2018[3])
- Ted Nolan (2018[4])
- Tomasz Valtonen (2018 - En cours)

## Résultats

### Jeux olympiques
- 1920-1924 - Ne participe pas
- 1928 - 10e place
- 1932 - 4e place
- 1936 - 9e place
- 1948 - 7e place
- 1952 - 6e place
- 1956 - 8e place
- 1960 - Ne participe pas
- 1964 - 9e place
- 1968 - Ne participe pas
- 1972 - 6e place
- 1976 - 6e place
- 1980 - 7e place
- 1984 - 8e place
- 1988 - 10e place
- 1992 - 11e place
- 1994 - Non qualifié
- 1998 - Non qualifié
- 2002 - Non qualifié
- 2006 - Non qualifié
- 2010 - Non qualifié
- 2014 - Non qualifié
- 2018 - Non qualifié
- 2022 - Non qualifié

### Championnats du monde
Les Jeux olympiques d'hiver tenus entre 1920 et 1968 comptent également comme les championnats du monde . Durant les Jeux Olympiques de 1980, 1984 et 1988 il n'y a pas eu de compétition du tout.
- 1930 - 5e place
- 1931 - 4e place
- 1933 - 7e place
- 1934 - N'a pas participé
- 1935 - 10e place
- 1937 - 8e place
- 1938 - 7e place
- 1939 - 6e place
- 1947 - 6e place
- 1949-1954 - N'a pas participé
- 1955 - 7e place
- 1957 - 6e place
- 1958 - 8e place
- 1959 - 11e place
- 1961 - 13e place (5e de la poule B)
- 1962 - N'a pas participé
- 1963 - 12e place (4e de la poule B)
- 1964 - N'a pas participé
- 1965 - 9e place (1re de la poule B)
- 1966 - 8e place
- 1967 - 9e place (1re de la poule B)
- 1968 - N'a pas participé
- 1969 - 8e place (2e de la poule B)
- 1970 - 6e place
- 1971 - 8e place (2e de la poule B)
- 1972 - 7e place (1re de la poule B)
- 1973 - 5e place
- 1974 - 5e place
- 1975 - 5e place
- 1976 - 7e place
- 1977 - 10e place (2e de la poule B)
- 1978 - 9e place (1re de la poule B)
- 1979 - 8e place
- 1981 - 10e place (2e de la poule B)
- 1982 - 11e place (3e de la poule B)
- 1983 - 10e place (2e de la poule B)
- 1985 - 9e place (1re de la poule B)
- 1986 - 8e place
- 1987 - 9e place (1re de la poule B)
- 1989 - 8e place
- 1990 - 14e place (6e de la poule B)
- 1991 - 12e place (4e de la poule B)
- 1992 - 12e place (4e de la poule B)
- 1993 - 14e place (2e de la poule B)
- 1994 - 15e place (3e de la poule B)
- 1995 - 15e place (3e de la poule B)
- 1996 - 17e place (5e de la poule B)
- 1997 - 17e place (5e de la poule B)
- 1998 - 23e place (7e de la poule B)
- 1999 - 23e place (7e de la poule B)
- 2000 - 20e place (4e de la poule B)
- 2001 - 1re de division 1, groupe A
- 2002 - 14e place
- 2003 - 2e de division 1, groupe A
- 2004 - 3e de division 1, groupe B
- 2005 - 2e de division 1, groupe A
- 2006 - 3e de division 1, groupe A
- 2007 - 4e de division 1, groupe B
- 2008 - 3e de division 1, groupe B
- 2009 - 4e de division 1, groupe B
- 2010 - 3e de division 1, groupe B
- 2011 - 4e de division 1, groupe B
- 2012 - 2e de division IB
- 2013 - 2e de division IB
- 2014 - 1re de division IB
- 2015 - 3e de division IA
- 2016 - 3e de division IA
- 2017 - 4e de division IA
- 2018 - 6e de division IA
- 2019 - 2e de division IB
- 2020 - Annulé en raison du coronavirus
- 2021 - Annulé en raison du coronavirus
- 2022 - 1er de division IB
- 2023 - 2e de division IA
- 2024 - 16e place
- 2025 - 5e place de division IA

Note :  Promue ;  Reléguée

### Championnat d'Europe
- 1910 - 1925 - Ne participe pas
- 1926 - 6e
- 1927 - 4e
- 1929 -
- 1932 - Ne participe pas

## Classement mondial
| Année     | Rang | Points | Progression |
| --------- | ---- | ------ | ----------- |
| 2003      | 19   | 2 550  |             |
| 2004      | 20   | 2 295  | -1          |
| 2005      | 21   | 2 085  | -1          |
| Mai 2006  | 20   | 2 580  | +1          |
| 2007      | 20   | 2 395  | ±0          |
| 2008      | 21   | 2 175  | -1          |
| 2009      | 22   | 1 940  | -1          |
| Fév. 2010 | 22   | 2 495  | ±0          |
| Mai 2010  | 22   | 2 405  | ±0          |
| 2011      | 23   | 2 215  | -1          |

| Année     | Rang | Points | Progression |
| --------- | ---- | ------ | ----------- |
| 2012      | 23   | 2 020  | ±0          |
| 2013      | 23   | 1 835  | ±0          |
| Fév. 2014 | 25   | 2 350  | -2          |
| Mai 2014  | 24   | 2 355  | +1          |
| 2015      | 22   | 2 275  | +2          |
| 2016      | 20   | 2 175  | +2          |
| 2017      | 20   | 2 030  | ±0          |
| Fev. 2018 | 21   | 2 600  | -1          |
| Mai 2018  | 21   | 2 565  | ±0          |
| 2019      | 22   | 2 300  | -1          |

## Équipe des moins de 20 ans

### Championnats du monde junior
- 1977 - 8e place
- 1979 - 11e place (3e du Groupe B)
- 1980 - 10e place (2e du Groupe B)
- 1981 - 11e place (3e du Groupe B)
- 1983 - 11e place (3e du Groupe B)
- 1984 - 9e place (1re du Groupe B)
- 1985 - 8e place
- 1986 - 9e (1re du Groupe B)
- 1987 - 5e place
- 1988 - 8e place
- 1989 - 9e (1re du Groupe B)
- 1990 - 8e place
- 1991 - 10e place (2e du Groupe B)
- 1992 - 10e place (2e du Groupe B)
- 1993 - 14e place (6e du Groupe B)
- 1994 - 12e place (4e du Groupe B)
- 1995 - 11e place (3e du Groupe B)
- 1996 - 11e place (1re du Groupe B)
- 1997 - 10e place
- 1998 - 13e place (3e du Groupe B)
- 1999 - 12e place (2e du Groupe B)
- 2000 - 15e place (5e du Groupe B)
- 2001 - 6e de Division I
- 2002 - 7e de Division I
- 2003 - 6e de Division I Groupe B
- 2004 - 1re de Division II Groupe A
- 2005 - 4e de Division I Groupe B
- 2006 - 4e de Division I Groupe B
- 2007 - 4e de Division I Groupe A
- 2008 - 4e de Division I Groupe A
- 2009 - 5e de Division I Groupe A
- 2010 - 6e de Division I Groupe B
- 2011 - 1re de Division II Groupe B
- 2012 - 4e de Division IB
- 2013 - 1re de Division IB
- 2014 - 6e de Division IA
- 2015 - 3e de Division IB
- 2016 - 2e de Division IB
- 2017 - 2e de Division IB
- 2018 - 2e de Division IB
- 2019 - 2e de Division IB
- 2020 - 4e de Division IB
- 2021 - Annulé en raison du coronavirus
- 2022 - 6e de Division IB
- 2023 - 4e de Division IB
- 2024 - 5e de Division IB
- 2025 - 5e de Division IB

## Équipe des moins de 18 ans

### Championnats du monde moins de 18 ans
L'équipe des moins de 18 ans participe dès la première édition des championnats du monde. 
- 1999 - 3e place de Groupe B
- 2000 - 7e place de Groupe B
- 2001 - 3e de Division II
- 2002 - 2e de Division II
- 2003 - 2e de Division I, groupe B
- 2004 - 5e de Division I, groupe A
- 2005 - 4e de Division I, groupe B
- 2006 - 4e de Division I, groupe B
- 2007 - 4e de Division I, groupe A
- 2008 - 4e de Division I, groupe A
- 2009 - 2e de Division I, groupe A
- 2010 - 3e de Division I, groupe B
- 2011 - 5e de Division I, groupe B
- 2012 - 5e de Division I, groupe B
- 2013 - 4e de Division I, groupe B
- 2014 - 6e de Division IB
- 2015 - 2e de Division IIA
- 2016 - 1re de Division IIA
- 2017 - 6e de Division IB
- 2018 - 3e de Division IIA
- 2019 - 1re de Division IIA
- 2020 - Annulé en raison du coronavirus
- 2021 - Annulé en raison du coronavirus
- 2022 - 6e de Division IB
- 2023 - 6e de Division IB
- 2024 - 1re de Division IIA
- 2025 - 1re de Division IB